# Manhiça
Manhiça – miasto w południowym Mozambiku, w prowincji Maputo. Według danych na rok 2007 liczyło 56 165 mieszkańców.